# Hande Baladın

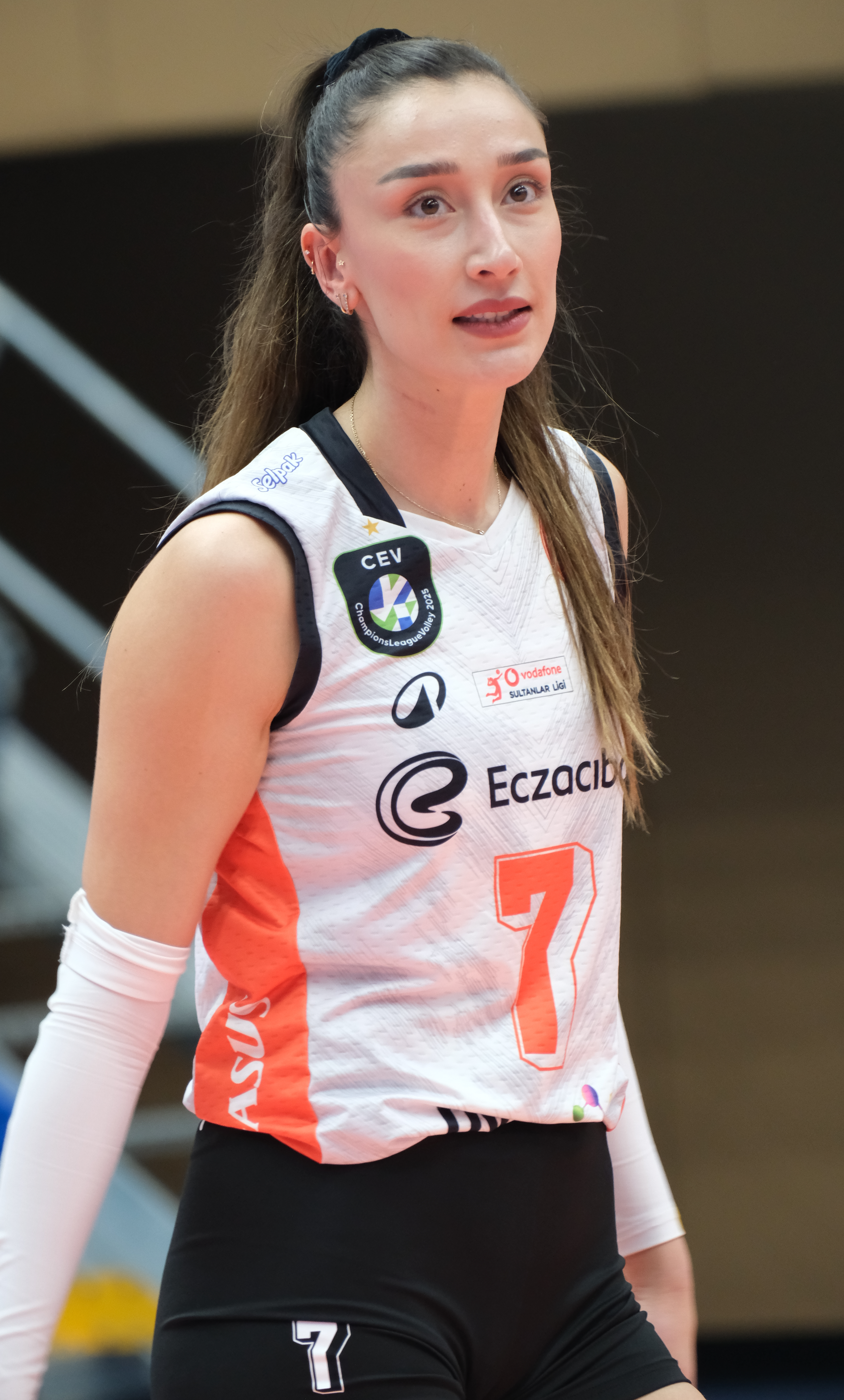
Hande Baladin, pela Eczacıbaşı

Hande Baladin (Kütahya ou Cutáquia, 1 de setembro de 1997), é uma voleibolista indoor turca, Hande é atuante na posição de ponta, medalhista de ouro na Liga das Nações de  Voleibol Feminino 2023.

## Carreira[1]
Nascida em Kütahya, na Turquia, em 1997, Hande Baladin era jovem quando sua família se mudou para Istambul e ela começou sua carreira no vôlei. Depois de ingressar no renomado clube Eczacıbaşı da capital - que possui um número recorde de títulos da liga turca - ela jogou como meio-bloqueadora nas equipes juvenis e juniores. Desde 2014, ela joga como ponteira. Depois de impressionar por empréstimo no Sarıyer Belediyespor durante a temporada 2014/2015, ela foi promovida ao time principal do Eczacıbaşı  em seu retorno, ganhando uma medalha de ouro no Campeonato Mundial de Clubes de 2016 e um bronze na Liga dos Campeões CEV. Hande foi campeã do Campeonato Mundial Feminino Sub 23, em 2017, eleita a MVP do campeonato. Atualmente, continua atuando no Eczacıbaşı  e pela Seleção Turca de Voleibol Feminino.

## Clubes[3]
| Clube                                       | País    | Temporada |
| ------------------------------------------- | ------- | --------- |
| Eczacıbaşı Spor Kulübü (voleibol feminino)  | Turquia | 2013-2014 |
| Sarıyer Belediyesi                          | Turquia | 2014-2015 |
| Eczacıbaşı Spor Kulübü (voleibol feminino)  | Turquia | 2015-2018 |
| Galatasaray Spor Kulübü (voleibol feminino) | Turquia | 2018-2019 |
| Eczacıbaşı Spor Kulübü (voleibol feminino)  | Turquia | 2019-2024 |

## Títulos e Resultados[4]

### Torneios de Clubes:
Liga dos Campeões da Europa de Voleibol Feminino 2016/2017: 3º Lugar 
Liga dos Campeões da Europa de Voleibol Feminino 2022/2023: 2º Lugar 
Campeonato Mundial de Clubes de Voleibol Feminino de 2015: 1º Lugar 
Campeonato Mundial de Clubes de Voleibol Feminino de 2016: 1º Lugar 
Campeonato Mundial de Clubes de Voleibol Feminino de 2019: 2º Lugar 
Campeonato Mundial de Clubes de Voleibol Feminino de 2022: 3º Lugar 

### Torneios pela Seleção:
Liga das Nações de Voleibol Feminino de 2018: 2º Lugar
Liga das Nações de Voleibol Feminino de 2021: 3º Lugar
Liga das Nações de Voleibol Feminino de 2023: 1º Lugar